# Король нищих
«Король нищих» (иер. трад. 武狀元蘇乞兒, упр. 武状元苏乞儿, кант.-рус.: Моу чон юнь Соу Хат И, англ. King of Beggars) — гонконгская комедия 1992 года, снятая режиссёром и соавтором сценария Гордоном Чаном. Главные роли в фильме исполнили Стивен Чоу и Шарла Чён. Фильм был номинирован в пяти категориях Гонконгской кинопремии: «Лучший фильм», «Лучшая режиссура», «Лучший сценарий», «Лучшая операторская работа» и «Лучшая музыка к фильму». 

## Сюжет
Богатый наследник влиятельного генерала влюбляется в девушку в публичном доме. Она готова принять его любовь только если он докажет, что является мастером кунг-фу. В результате ряда комических и абсурдных событий герой Стивена Чоу становится нищим. После чего вступает в Ассоциацию Нищих. 

## В ролях
- Стивен Чоу — Соу Чхань[англ.] (Нищий Соу)
- Шарла Чён — Юсён
- Ын Мантат — генерал Гуанчжоу[кит.]
- Норман Чхёй[англ.] — Чиу Моукэй
- Лам Вай[кит.] — князь Сэнгэринчен
- Вон Чун[кит.] — дядя Мок
- Винди Чань[кит.] — Сиучхёй
- Нат Чань[англ.] — министр чинов[кит.]
- Лоуренс Чен[англ.] — советник
- Мэтью Вон — император Сяньфэн
- Питер Лай[англ.] — главный экзаменатор
- Юнь Кхинтань[англ.] — содержательница публичного дома

## Номинации
12-я Гонконгская кинопремия
| Категория                  | Лауреат                                                                               | Результат |
| -------------------------- | ------------------------------------------------------------------------------------- | --------- |
| Лучший фильм               | «Король нищих»                                                                        | Номинация |
| Лучшая режиссура           | Гордон Чан                                                                            | Номинация |
| Лучший сценарий            | Чань Киньчун                                                                          | Номинация |
| Лучшая операторская работа | Дэвид Чун                                                                             | Номинация |
| Лучшая музыка к фильму     | Джозеф Ку                                                                             | Номинация |
| Лучшая песня               | 長路漫漫伴你闖 (музыка — Джозеф Ку, слова — Джеймс Вон Чим, исполнитель — Джордж Лам) | Номинация |

30-й кинофестиваль «Золотая лошадь»
| Категория                            | Лауреат   | Результат |
| ------------------------------------ | --------- | --------- |
| Лучшая оригинальная песня для фильма | Джозеф Ку | Номинация |